# Robert Barth (Widerstandskämpfer)
Robert Barth (geboren 17. April 1910 in Berlin-Schöneberg; † 23. November 1945 in Moskau) war ein deutscher Kommunist, Widerstandskämpfer gegen den Nationalsozialismus und Opfer des Stalinismus.

## Leben

### Jugend, Häftling in Plötzensee, Soldat in der Wehrmacht
Robert Barth besuchte in seiner Heimatstadt die Mittelschule, brach die Schule jedoch ab und verdingte sich als ungelernter Arbeitsbursche in einer Fabrik, bis er eine Lehre als Schriftsetzer in der Druckerei der Roten Fahne, der Tageszeitung der KPD, begann. Nach deren Abschluss arbeitete er in verschiedenen Druckereien und engagierte sich in der Revolutionären Gewerkschafts-Opposition. Wegen illegalen Waffenbesitzes wurde er verhaftet und war vom 16. Mai 1933 bis zum 9. Mai 1934 im Gefängnis Plötzensee in Haft. Nach der Entlassung ließ er sich zum Elektriker umschulen und arbeitete ab 1938 in einer Druckerei, bis er im Dezember 1939 zum Kriegsdienst im Zweiten Weltkrieg eingezogen wurde.

### Sowjetische Gefangenschaft und Einsatz als Agent in Deutschland
An der Ostfront geriet er am 2. März 1942 bei Kramatorsk in sowjetische Gefangenschaft. Aus dem Kriegsgefangenenlager der Roten Armee wurde er in die Lubjanka verlegt und vom NKWD zum Fallschirmagenten für den Einsatz in Deutschland ausgebildet. Albert Hößler und Barth sollten den Kontakt zu Harro Schulze-Boysen wiederherstellen.
In der Nacht vom 4. auf den 5. August 1942 sprangen sie mit dem Fallschirm in Wehrmachtsuniformen hinter den deutschen Linien ab und fuhren als angebliche Fronturlauber nach Berlin, wo sie am 13. August ankamen. Robert Barth traf seine Frau Anna wieder, die als Telefonistin beim Fernmeldeamt in Schöneberg bei Gesprächen über Wehrmachtsleitungen mitgehört hatte und die Informationen ihrem Mann weitergab. Er konnte sie mit fünf Funksprüchen an seine Auftraggeber senden.

### Verhaftung und Verhöre deren Folgen für Widerstandskämpfer
Nach Ablauf seiner vermeintlichen Urlaubszeit musste Barth untertauchen. Er übernachtete im Gartenhaus eines Genossen in Brieselang und an anderen Orten. Nachdem die Gestapo Harro Schulze-Boysen und seinen Mitstreitern auf die Spur gekommen war und sie verhaftet hatte, wurde Barth am 10. Oktober 1942 in Berlin von Feldwebeln der Wehrmacht bei einer Ausweiskontrolle festgenommen, möglicherweise weil er als Fahnenflüchtiger registriert worden war. Die Wehrmacht überstellte Barth der Gestapo. Im Verlauf der Verhöre gab er der Gestapo seinen Funkschlüssel sowie seinen Decknamen „Beck“ preis und berichtete über seine Ausbildung in der Sowjetunion und über seinen Auftrag.

### Vergebliche Warnungen und deren Folgen für Widerstandskämpfer
Barth ließ sich auf das von der Gestapo gewünschte Funkspiel ein, um dabei zu versuchen, die sowjetische Seite durch ein vorab verabredetes Zeichen zu warnen, dass er aufgeflogen war. Doch die verstand seine Absicht nicht und sendete stattdessen Daten weiterer Kontaktpersonen an Barth, darunter die von Hansheinrich Kummerow, der daraufhin verhaftet, zum Tode verurteilt und hingerichtet wurde. Das NKWD sendete auch die Parole für ein Treffen mit dem Kriminalinspektor und SS-Hauptsturmführer Willy Lehmann, damals die wichtigsten Quelle des sowjetischen Auslandsgeheimdienstes in Deutschland. So wurde Lehmann enttarnt und noch im Dezember 1942 erschossen. Barth wurde in die Sicherheitspolizeischule Drögen bei Fürstenberg verlegt und blieb dort in Haft, bis der Auslandsgeheimdienst des NKWD nach weiteren Hinweisen und Warnungen endlich seinen Fehler bemerkte und am 12. April 1944 den Funkverkehr abbrach. Daraufhin wurde Barth wurde in das KZ Ravensbrück verlegt und in dessen Zellenbau inhaftiert.

### Einsatz an der Westfront
Am 1. Oktober 1944 wurde Barth aus dem Konzentrationslager entlassen, um ihn von Heinz Pannwitz für einen Einsatz hinter den amerikanischen Linien der Westfront ausbilden zu lassen. Ab dem 9. November 1944 arbeitete er als Elektriker in der Halbergerhütte in Saarbrücken. Ihm war aufgetragen, mit einem britischen Funkgerät ausgerüstet, unter einem Decknamen über die US-Armee und deren Bewegungen zu berichten. Dazu ließ er sich am 22. März 1945 von der US-Truppen überrollen. Doch tags darauf meldete er sich bei der Amerikaner und gab sich ihnen als sowjetischer Aufklärer zu erkennen.

### Moskauer Prozess und Hinrichtung
Barth ersuchte die Amerikaner, ihn der Sowjetunion zu übergeben. So geschah es. Die US-Armee überstellte ihn nach Paris, dort übergab General Ralph Corbett Smith, der US-Militärattache, Barth Ende April 1945 seinem sowjetischen Kollegen und dieser dem NKWD, der ihn im Mai nach Moskau schaffte.
Bei seiner Ankunft in Moskau wurde Barth verhaftet und ins Lubjanka-Gefängnis eingeliefert, später im Lefortowo-Gefängnis inhaftiert. Am 21. November 1945 wurde er als vermeintlichen Verräter wegen „Spionage“ und weil er die Aufgaben des NKWD nicht erfüllt habe, zum Tode verurteilt und zwei Tage später er in Moskau hingerichtet.

## Postume Rehabilitierung
Robert Barth wurde 1996 durch die Hauptmilitärstaatsanwaltschaft der Russischen Föderation (russisch: Glawnaja woennaja prokuratura, GWP) postum rehabilitiert, das Todesurteil also aufgehoben.